# Ralf Drecoll
Ralf Drecoll (ur. 29 września 1944 w Buxtehude, zm. 23 września 2012 tamże) – reprezentujący Niemcy Zachodnie lekkoatleta, skoczek wzwyż.

## Kariera sportowa
Podczas igrzysk olimpijskich w Tokio (1964) zajął 6. miejsce z wynikiem 2,09.
Srebrny medalista halowych mistrzostw RFN (1963), na stadionie zdobył srebro (1967) oraz brąz (1963) mistrzostw kraju.
W 1967 zdobył złoty medal mistrzostw RPA.
13 lipca 1967 w Getyndze ustanowił wynikiem 2,15 swój rekord życiowy, a zarazem rekord Niemiec (który przetrwał do listopada 1968).